# Wonoasri (Grogol)
Wonoasri is een bestuurslaag in het regentschap Kediri van de provincie Oost-Java, Indonesië. Wonoasri telt 1523 inwoners (volkstelling 2010).